# 上海華普汽車
上海華普汽車（Shanghai Maple Guorun Automobile, SMA、上海メープル）は、中国上海市金山区に本社を置く、吉利控股集団有限公司子会社の自動車メーカーである。

## 沿革
2000年に自動車の生産を開始、2002年8月には吉利控股集団の傘下に入った。

## 生産車種

### 現行モデル
- 30X
- 80V
- 60S

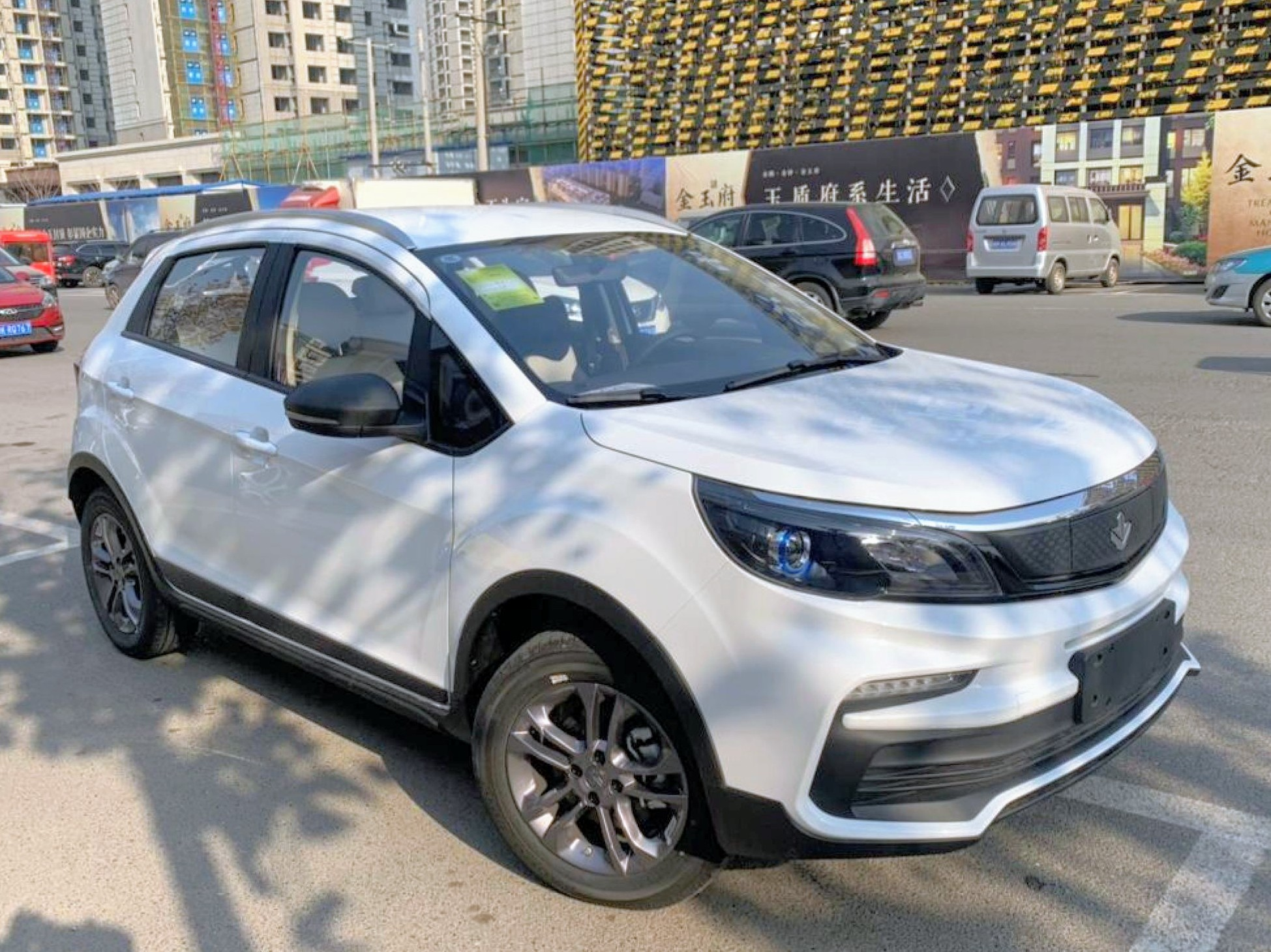
枫叶30X
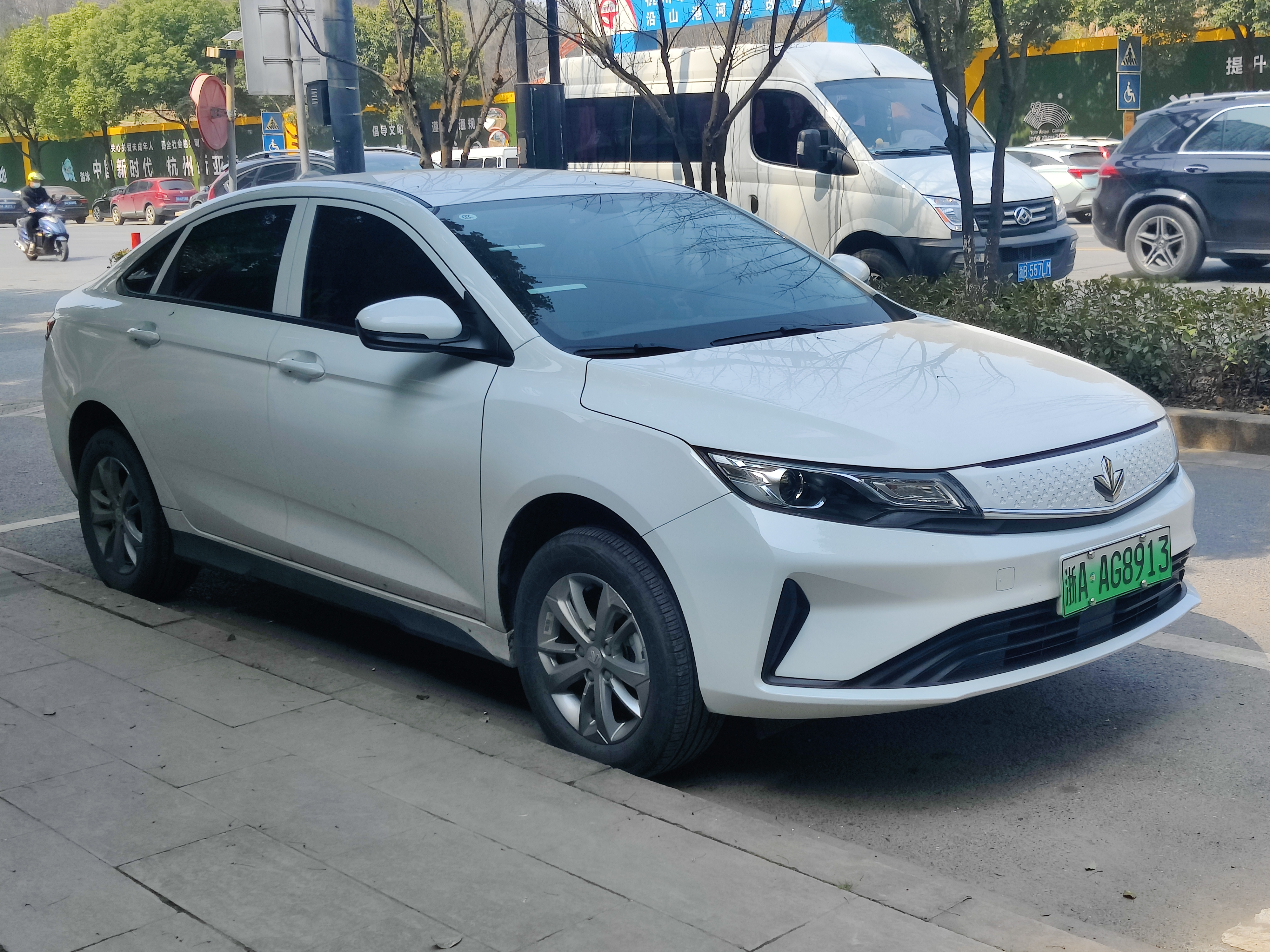
枫叶60S
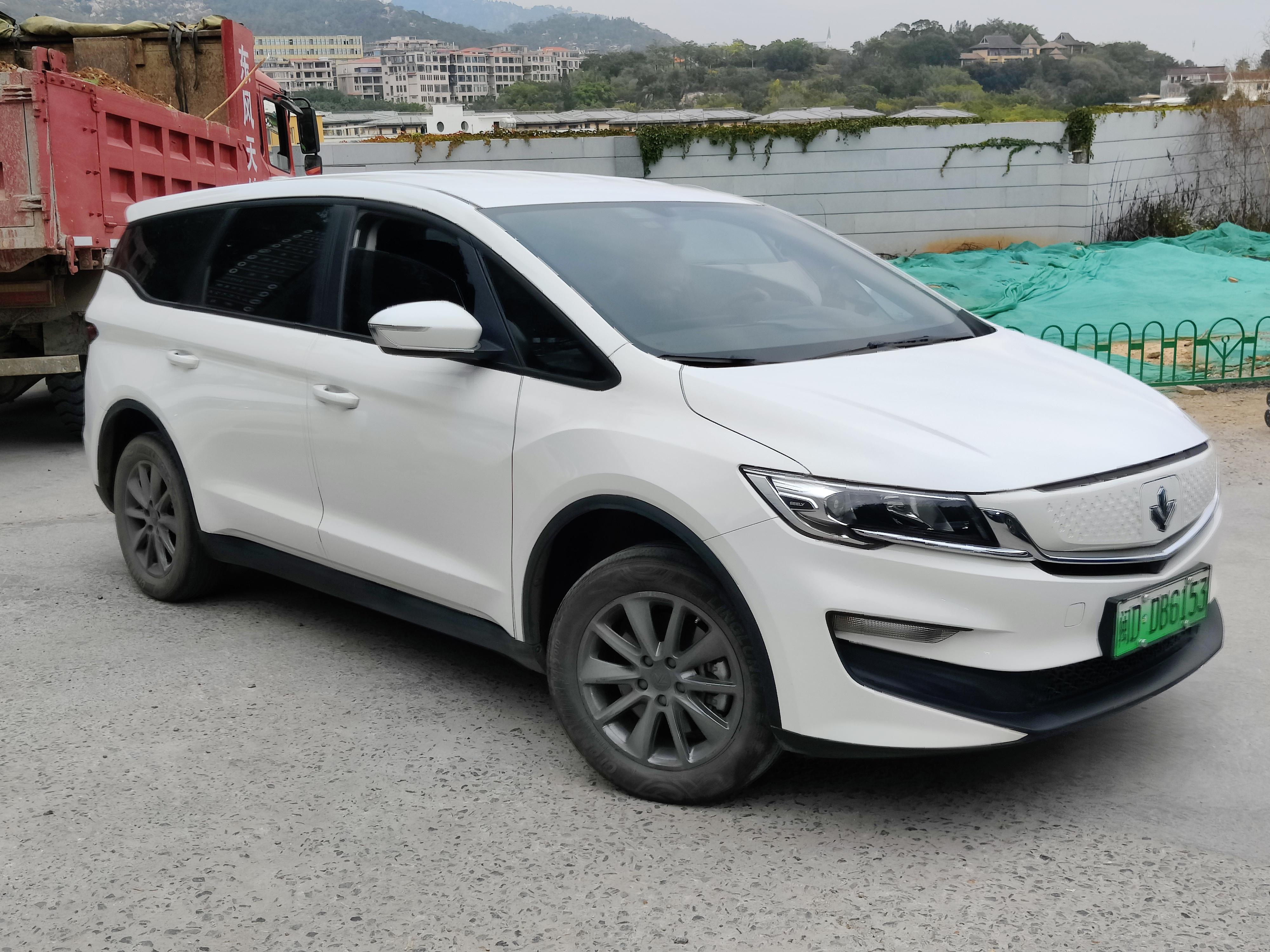
枫叶80V

### 以前のモデル
- 海域
- 海迅
- 海鋒
- 海悦

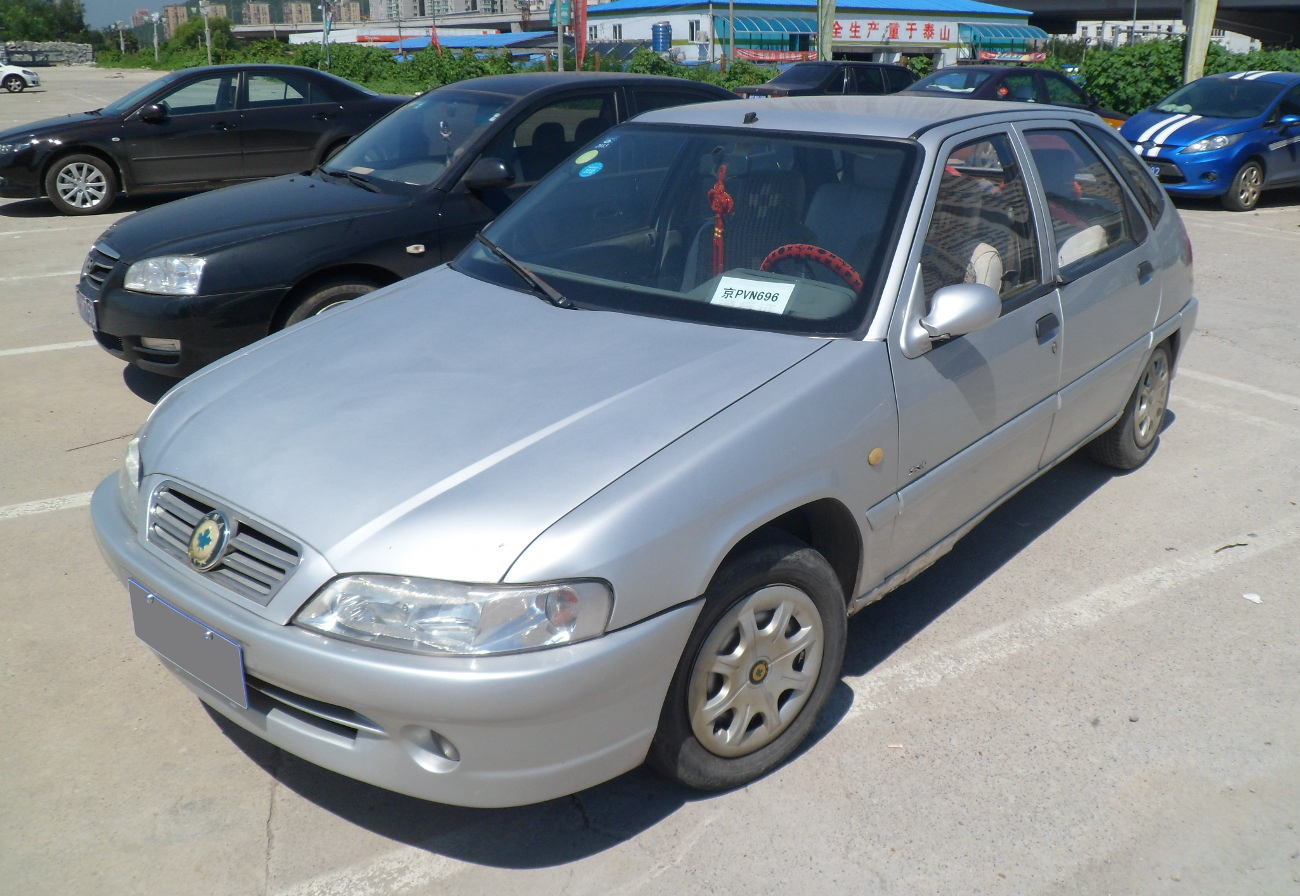
Maple Whirlwind
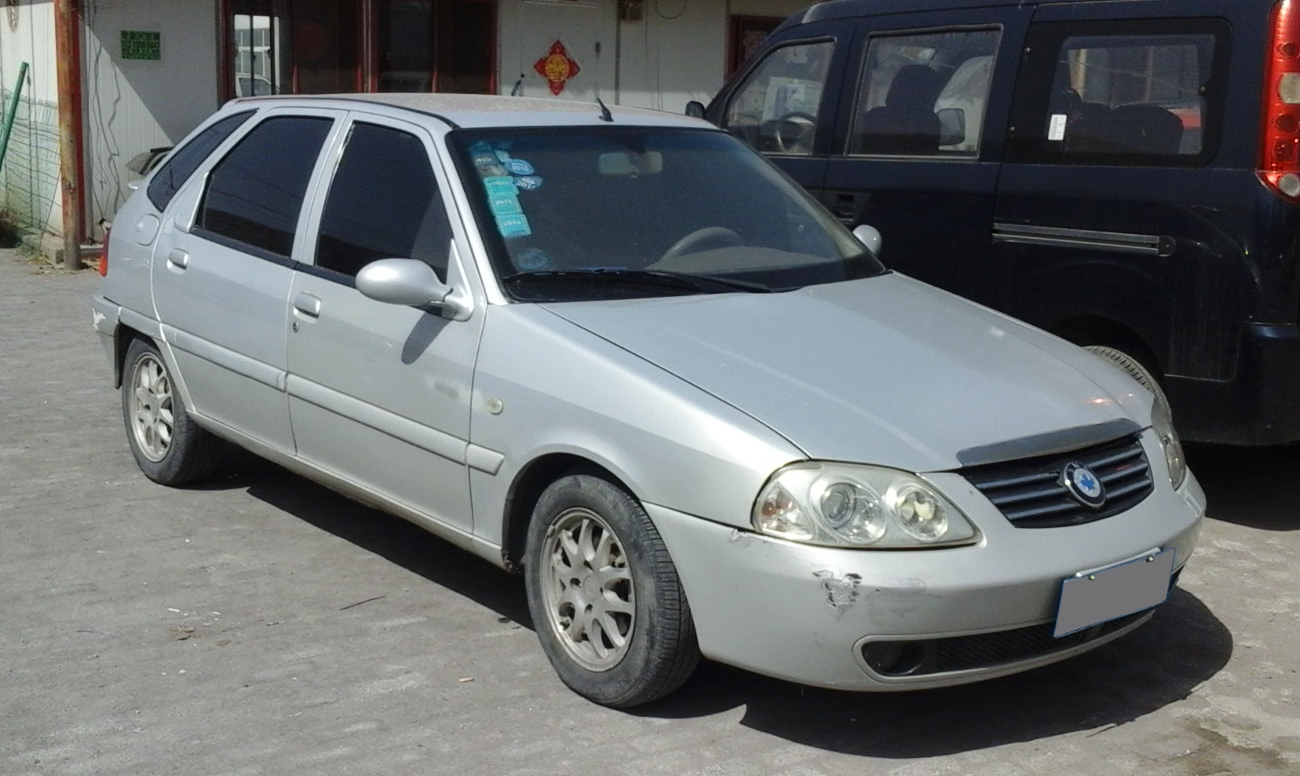
Maple Marindo hatch
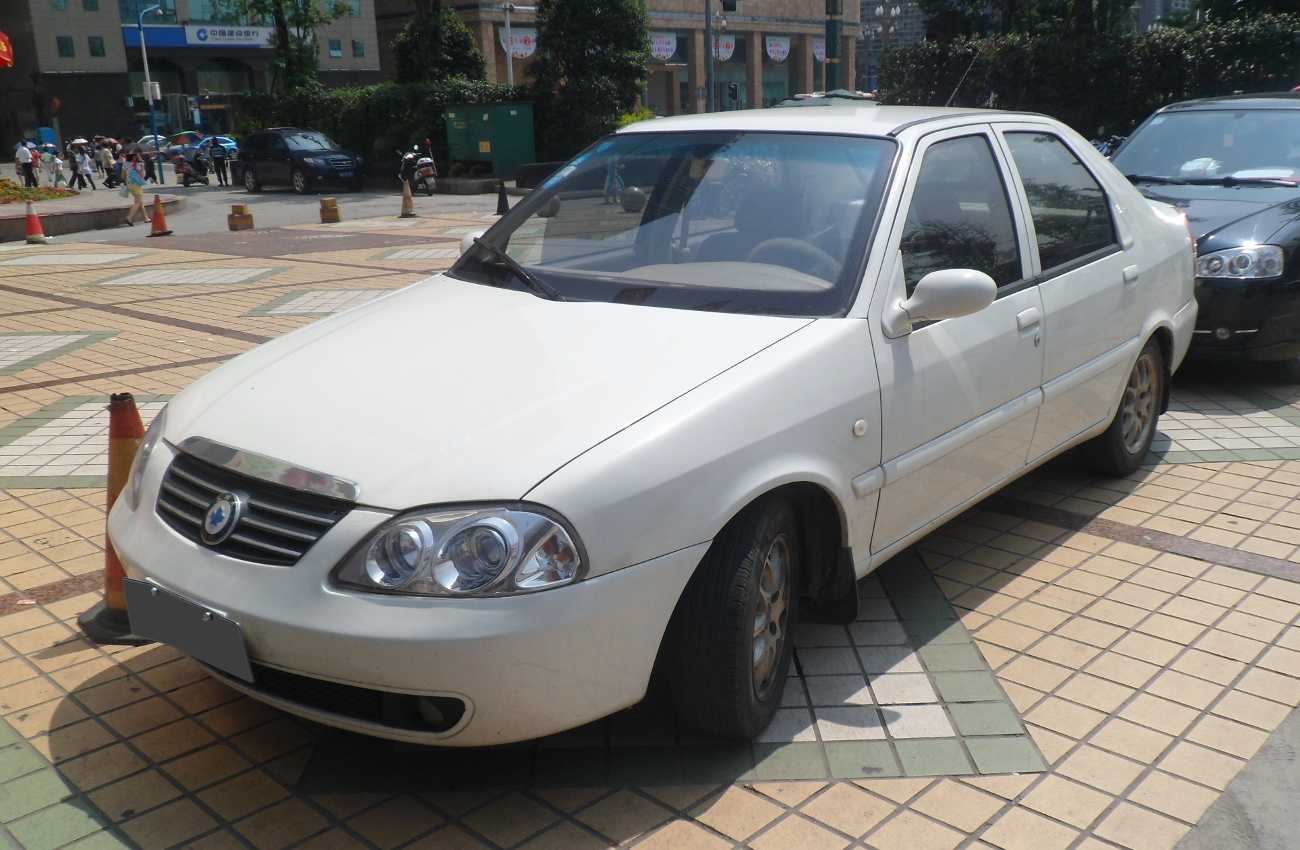
Maple Marindo sedan
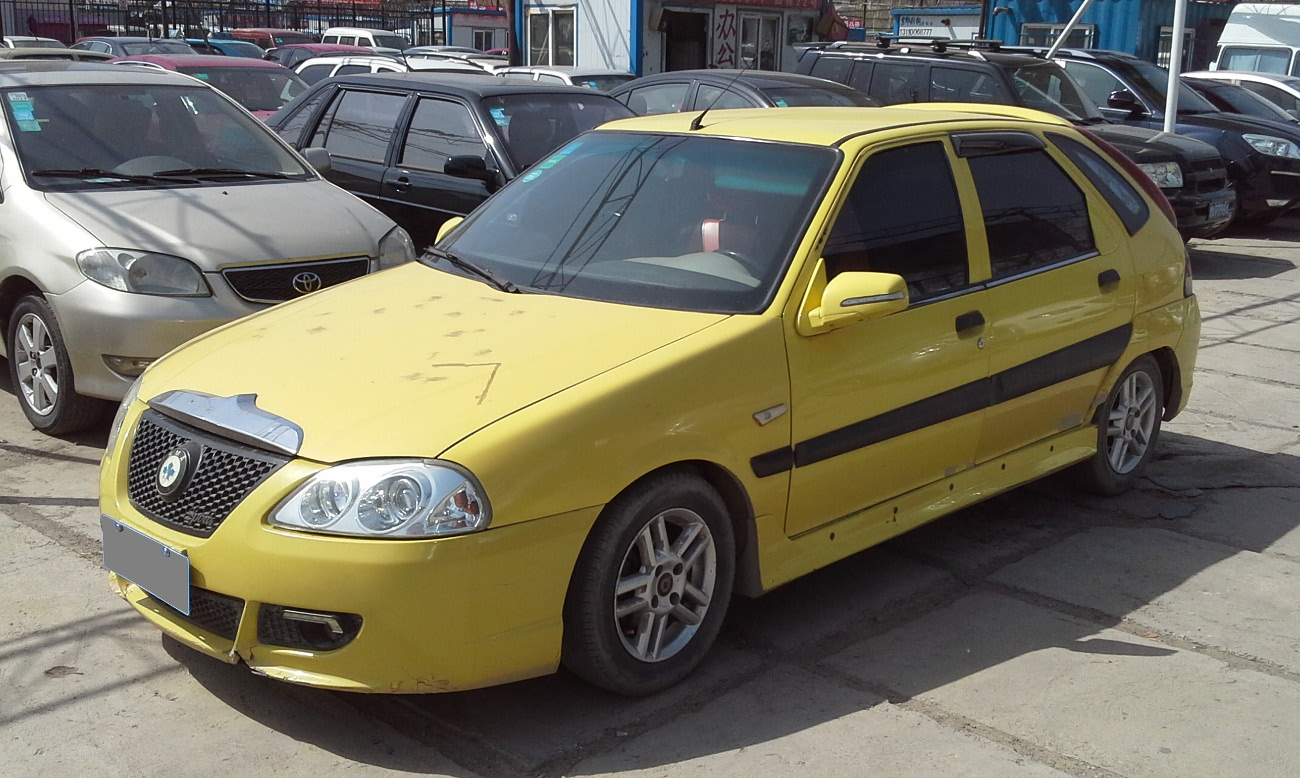
Maple Hisoon hatch
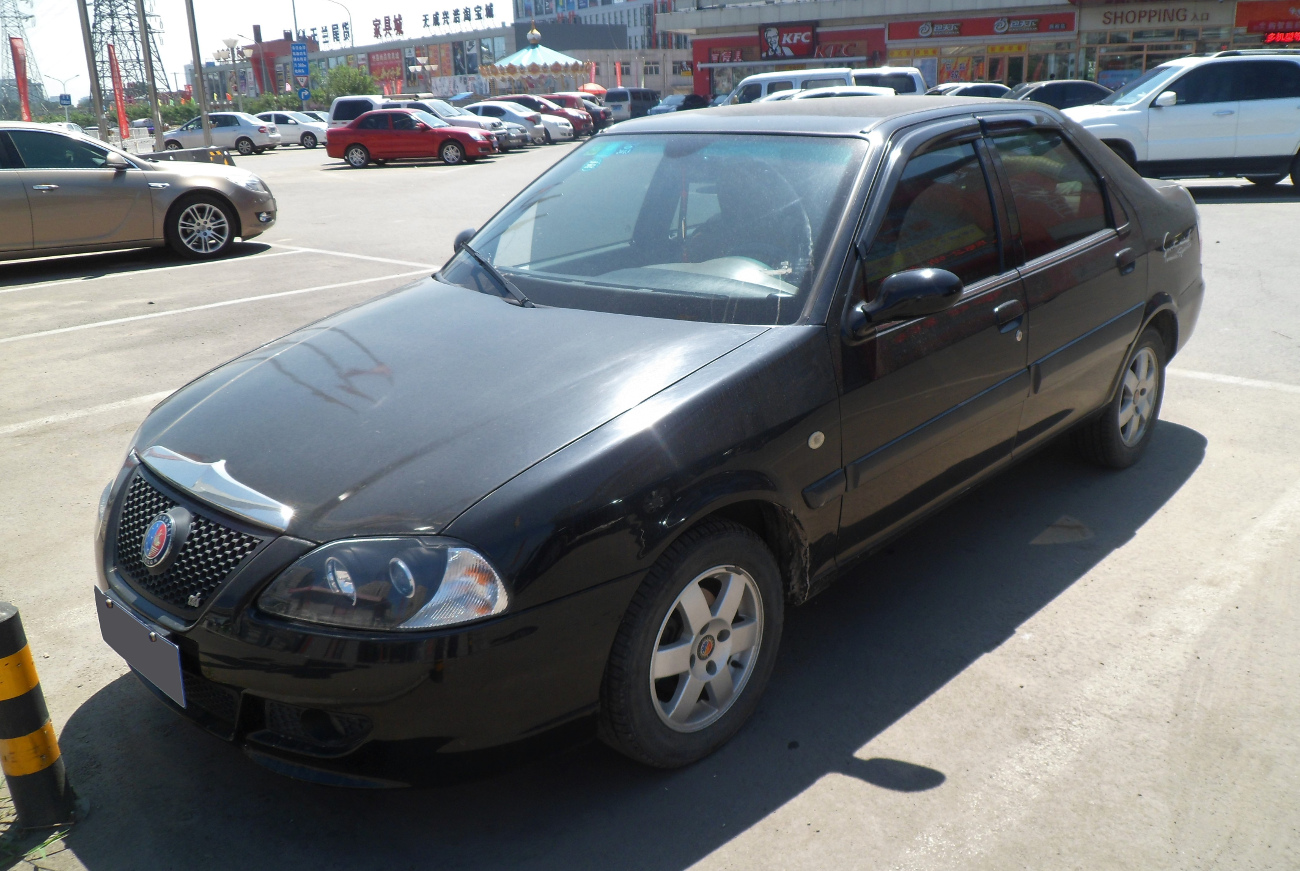
Maple Hisoon sedan
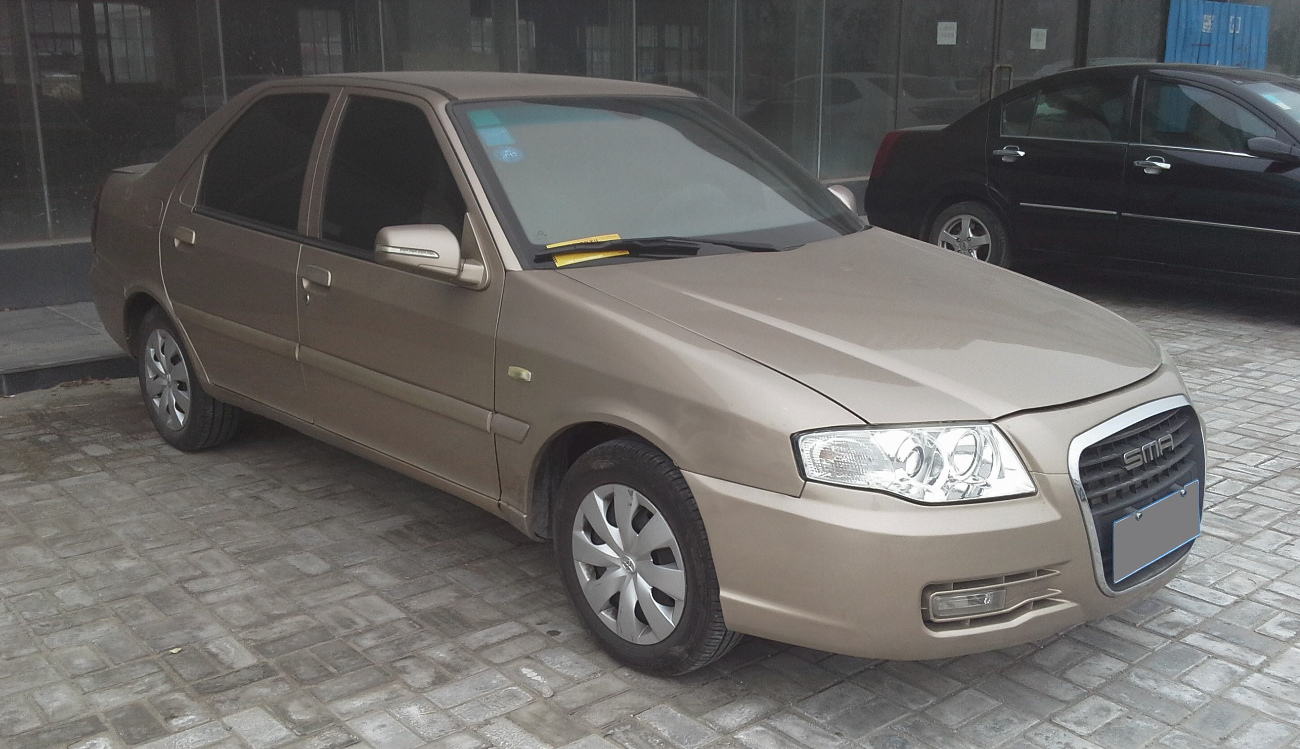
Maple Hysoul
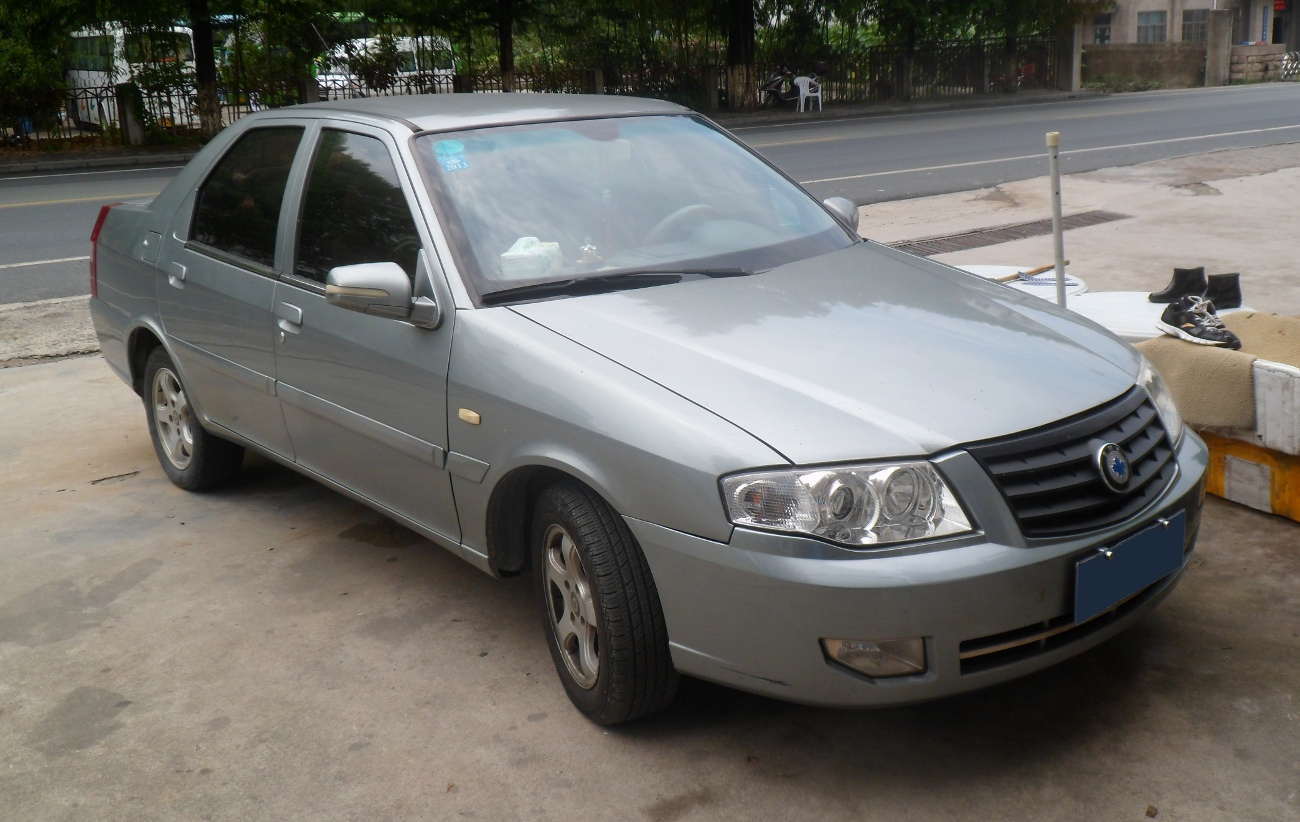
Maple Haifeng